# Campeonato Sergipano de Futebol de 1920
O Campeonato Sergipano de Futebol de 1920 foi a 2º edição da divisão principal do campeonato estadual de Sergipe. O campeão foi o Cotinguiba que conquistou seu 2º título na história da competição.

## Premiação
| Campeonato Sergipano de 1920   |
| Aracaju                        |
| ------------------------------ |
| Cotinguiba Campeão (2º título) |